# Molophilus (Austromolophilus) yandala
Molophilus (Austromolophilus) yandala is een tweevleugelige uit de familie steltmuggen (Limoniidae). De soort komt voor in het Australaziatisch gebied.